# Kehrsatz
Kehrsatz é uma comuna da Suíça, no Cantão Berna, com cerca de 3.695 habitantes. Estende-se por uma área de 4,44 km², de densidade populacional de 832 hab/km². Confina com as seguintes comunas: Belp, Köniz, Muri bei Bern, Wald.
A língua oficial nesta comuna é o Alemão.